# Села (Верчели)
Села је насеље у Италији у округу Верчели, региону Пијемонт.
Према процени из 2011. у насељу је живело 35 становника. Насеље се налази на надморској висини од 646 м.